# Anthocoris antevolens
Anthocoris antevolens är en insektsart som beskrevs av White 1879. Anthocoris antevolens ingår i släktet Anthocoris och familjen näbbskinnbaggar. Inga underarter finns listade i Catalogue of Life.